# Сокк, Танел
Танел Сокк (эст. Tanel Sokk, род. 20 января 1985, Таллин, СССР) — эстонский профессиональный баскетболист, играющий на позиции разыгрывающего защитника.

## Карьера

### Клубная
Воспитанник баскетбольной команды «Нюбит», в составе которой выступал до 2006 года. С 2006 по 2010 годы защищал цвета клуба «Калев/Крамо», в его составе завоевал три Кубка Эстонии (с 2006 по 2008) и два титула чемпиона Эстонии (2009 и 2011).

### В сборной
В сборной Эстонии выступает с 2002 года под номером 5 (как и в клубе). В финальной части Евробаскета ни разу не выступал.

## Достижения
- Бронзовый призёр Латвийско-эстонской баскетбольной лиги: 2018/2019
- Чемпион Эстонии (7): 2008/2009, 2010/2011, 2011/2012, 2012/2013, 2013/2014, 2014/2015, 2019
- Обладатель Кубка Эстонии (4): 2005/2006, 2006/2007, 2007/2008, 2013/2014

## Личная жизнь
Отец — Тийт Сокк, легендарный советский эстонский баскетболист, Олимпийский чемпион Сеула. Есть младший брат Стэн-Тимму, также занимающийся баскетболом.